# Clarines
Clarines – miasto w Wenezueli, w stanie Anzoátegui.